# Benro
Benro è un'azienda cinese fondata nel 1995 con sede nella provincia di Guangdong, specializzata nella produzione di attrezzatura fotografica, in particolare di treppiedi, monopiedi, filtri, teste e borse fotografiche. La stessa azienda (rinominata Yilee Precision Mfg. nel marzo 2003) produce attrezzatura fotografica con altri marchi. Treppiedi Benro vengono inoltre commercializzati per il mercato statunitense col marchio Induro grazie ad una joint-venture tra l'azienda cinese e MAC Group China.
Nel mercato asiatico Benro detiene il maggior numero di vendite nella linea professionale di treppiedi.